# Måltidens hus

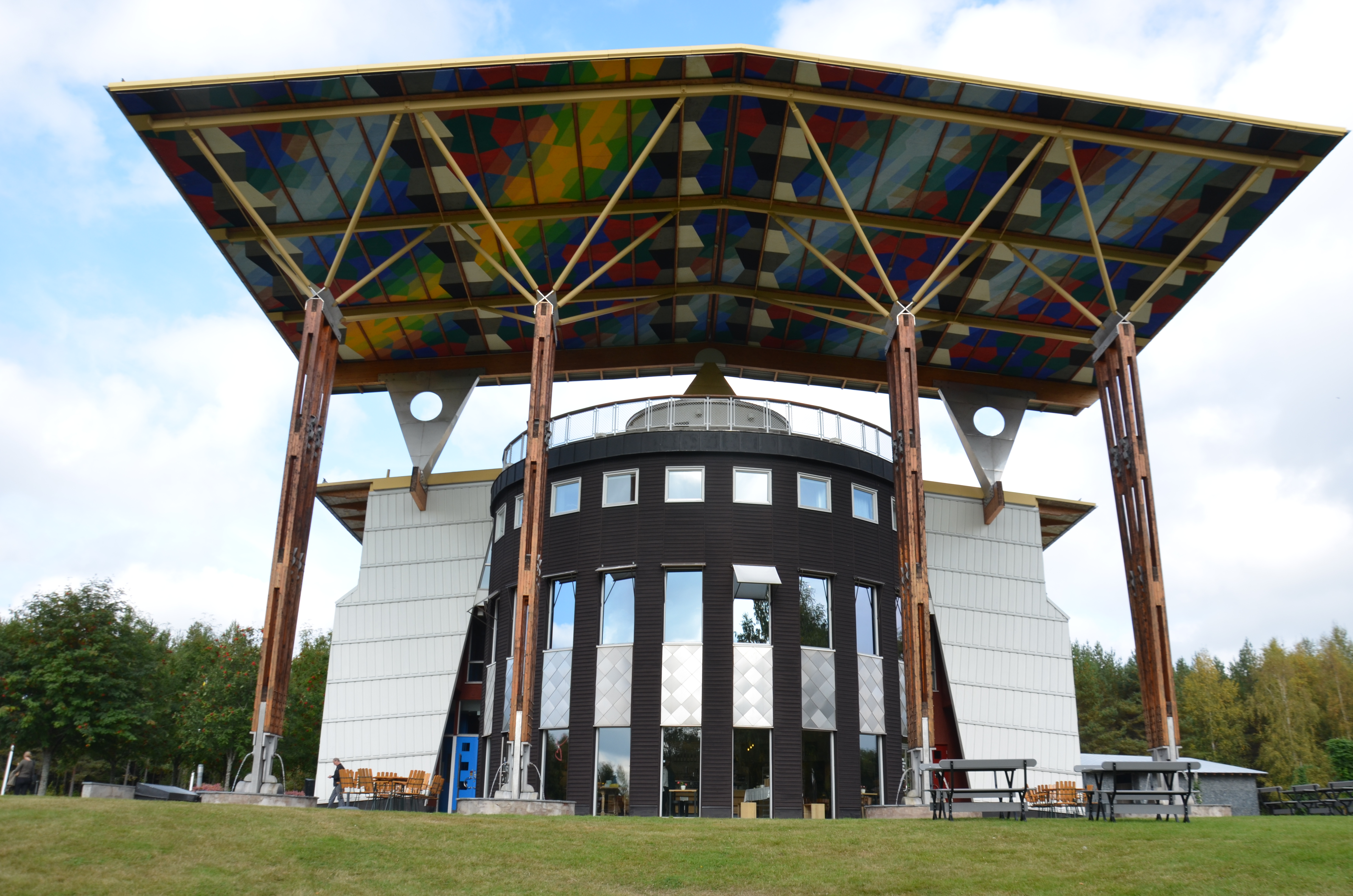
Måltidens hus

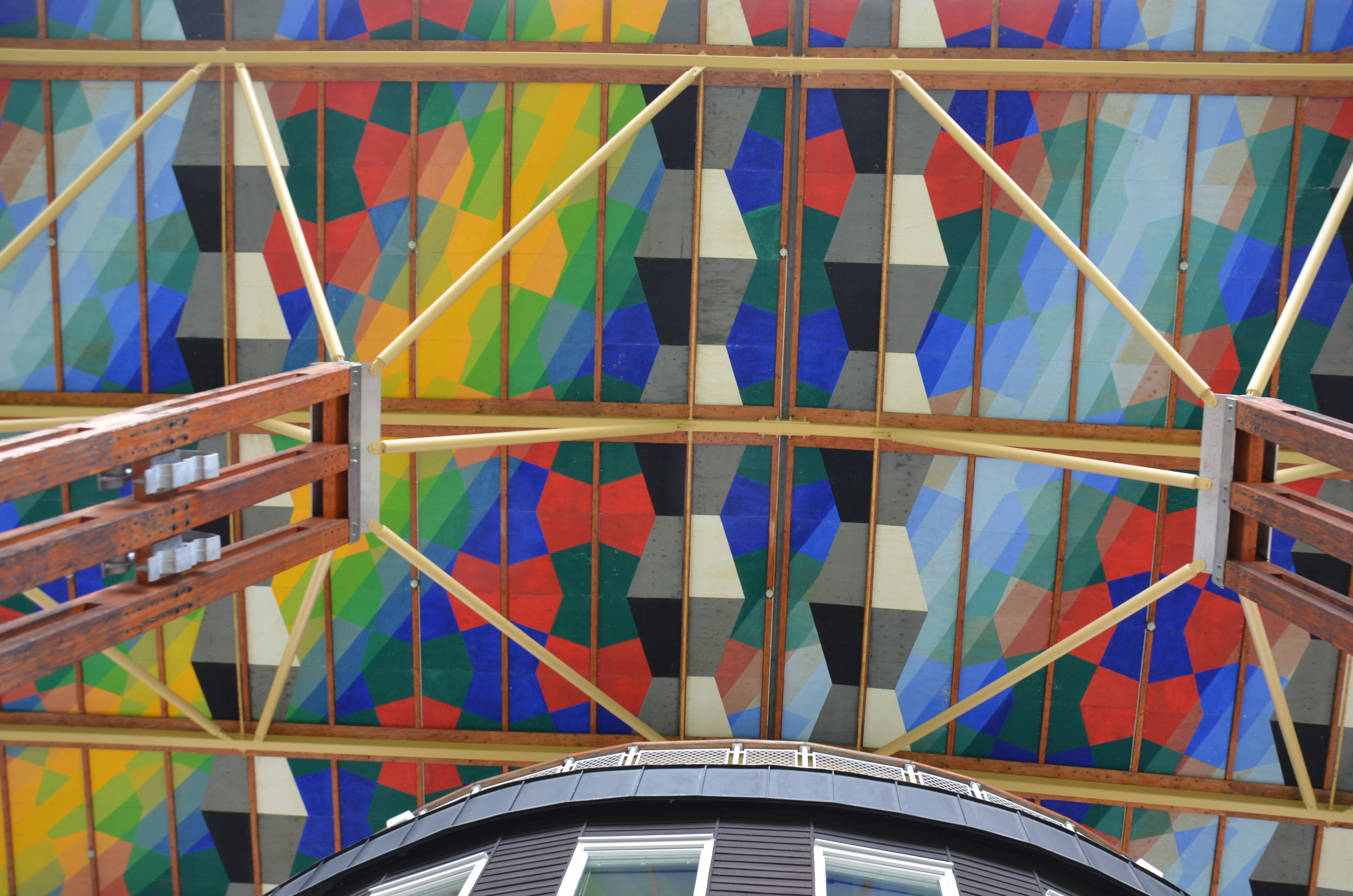
Den målade undersidan av skärmtaket framför Måltidens hus

Måltidens hus i Norden ligger i Grythyttan och är med cirka 50 000 besökare per år ett av Bergslagens främsta besöksmål. Måltidens Hus har alltid innehållit en kombination av universitet och näringsliv. Idag består den kombinationen av Örebro universitet som driver grundutbildning och forskning i ämnet måltidskunskap och värdskap. Det som tidigare drevs av Grythyttan Hospitality Group, har idag övertagits av Spendrups 2016, och innefattar lunchservering i Kantin Hyttblecket, Måltidsbutiken, guidade turer i kokboksmuseet av Grythytte bemanning och även företagsaktiviteter.

## Historia
Måltidens Hus i Norden består av utställningspaviljongen som representerade Sverige på världsutställningen Expo '92 i Sevilla. Paviljongen byggdes i Timrå, flyttades till Grythyttan 1993 och blev Restaurang- och hotellhögskolan där Carl Jan Granqvist är drivkraft. Paviljongen är idag omvandlad till ett centrum för mat, dryck och måltidens form. Exteriören på Måltidens Hus i Norden är densamma som i Sevilla, men byggnadens inre är anpassat till dagens verksamhet.

## Undervisning

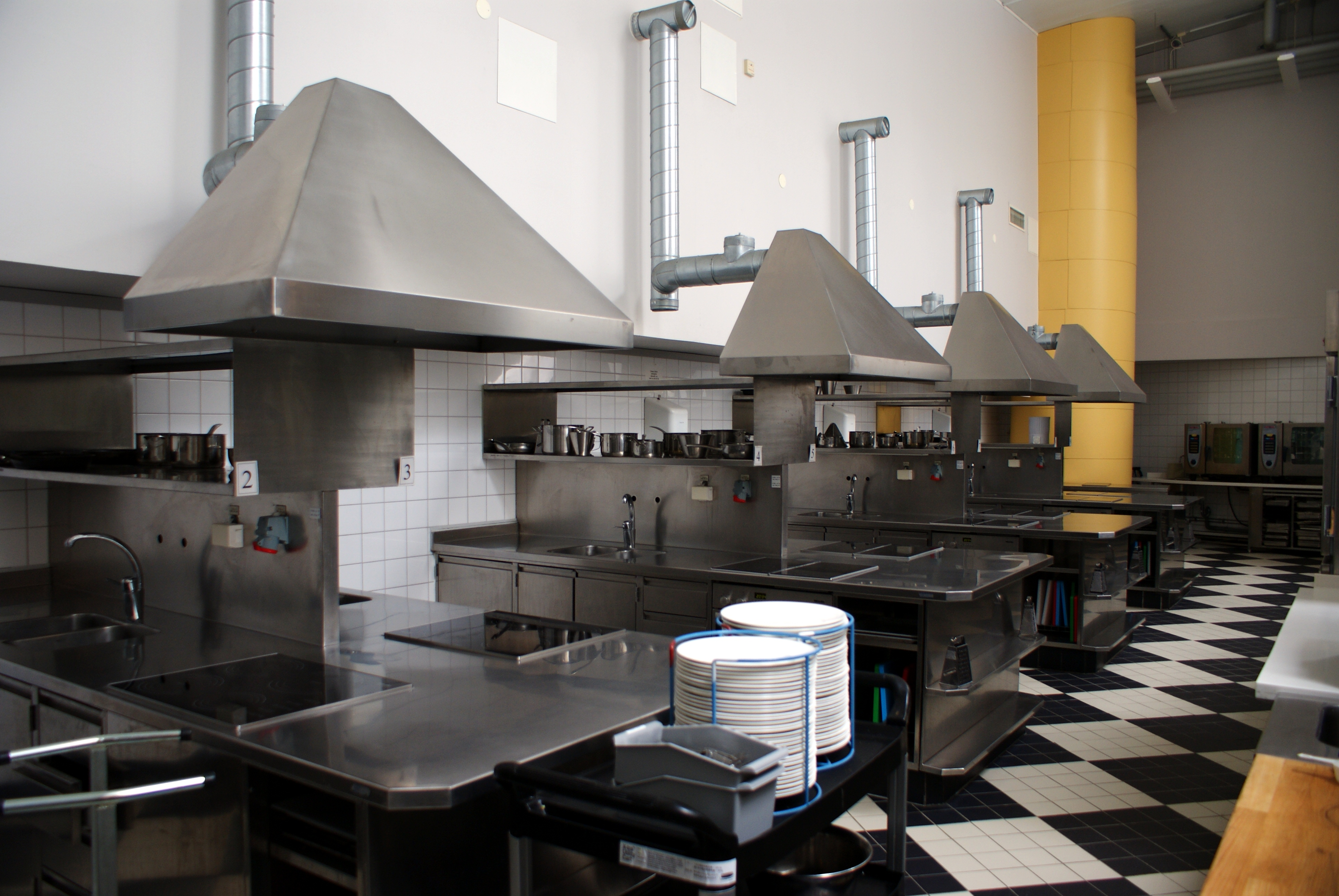
En av undervisningssalarna.

Vid Restaurang- och hotellhögskolan bedrivs undervisning inom ämnet måltidskunskap och värdskap och forskning inom ämnet måltidskunskap.
Program som ges vid institutionen (2022):
- Kulinarisk kock och måltidskreatör 180 hp
- Sommelier och måltidskreatör 180 hp

## Forskning
I ämnet Måltidskunskap förenas vetenskap samt praktisk och estetisk kunskap vid forskningen om måltiden. Den vetenskapliga ansatsen är mångvetenskaplig och samarbete med andra vetenskaper är nödvändig som till exempel etnologi, sociologi, sensorik, pedagogik, företagsekonomi, näringslära, livsmedelsvetenskap och hushållsvetenskap, ämnen som beforskar måltiden ur olika perspektiv. Forskningsfrågorna grundar sig i en helhetssyn på måltiden som utbildningen på grundnivå och avancerad nivå bygger på rummet, mötet, produkten, styrsystemet och stämningen.

## Kokboksmuseet
Längst in i skolans bibliotek ligger en specialutformad ”kaba”, en svart inre kub fylld av rariteter. Det är nordens första kokboksmuseum som invigdes 17 mars 2000. Kokboksmuseet är till stora delar uppbyggt kring den legendariske restaurangmannen Tore Wretmans kokbokssamling som såldes på auktion i London 1997. Tore Wretmans namn användes av Måltidsakademien för att öka museets anseende. Måltidsakademien bildades för inköp av böcker som ansöktes hos Marcus och Amalias minnesfond och beviljades 3 miljoner svenska kronor. Böcker till detta värde kunde köpas in. Längst fram på auktionen satt då Grythyttans eldsjäl Carl Jan Granqvist och ropade in böckerna för Måltidsakademiens räkning.
Måltidsakademien ger årligen sedan 2001 ut en guide till årets svenska måltidslitteratur som är påkostad utförlig, och skriven av experter inom ämnet.
I museet finns runt 1 000 dokument, varav de flesta kan klassas som böcker. Övrigt material är småskrifter med någon form av anknytning till mat samt en mängd matsedlar. Merparten av volymerna är rena kokböcker men det finns även en mängd böcker om drycker och dryckers beredning. Böckerna sträcker sig från 1480-tal fram till 1980-tal. Samlingen består av rariteter som De honnetta voluptate (Om den ärbara vällusten) skriven av påvens bibliotekarie Platina, tryckt i Italien 1480 och boken är därmed världens äldsta tryckta kokbok och ligger till och med inglasad. Om man önskar att läsa boken får man göra det via en dator. Fransmannen Vontets berömda styckningsschema från 1600-talet och Brillat-Savarins klassiker Smakens Fysiologi i ett otal smak- och fantasifulla utgåvor. De flesta böckerna är på latin, italienska, franska, tyska, engelska och svenska. Samlingen visas inte bara fram i bokform utan de mest intressanta volymerna presenteras virtuellt på en bildskärm där det går att bläddra igenom böckerna och läsa texterna översatta.
Kaban är ett järnklätt rum designat av Magnus Silfverhielm. Skåpen böckerna visas fram i är av Åke Axelsson och i taket finns en "kostcirkel" i takstuckatur av konstnären Ernst Billgren. Bysten av Tore Wretman är av konstnären Ola Lindstrand och gjordes för Operakällaren. I rummet intill finns ett kök för att historiens smaker ska kunna återskapas.

## Aktiv matlagning
Fenomenet aktiv matlagning uppstod i Måltidens Hus som en utveckling av Carl Jan Granvists Le Cordon Bleu-inspirerade matlagningskurser som hölls på Saxå herrgård under mitten av 1980-talet. Studenter vid universitetet såg ett behov och intresse fanns från näringslivet att i samband med konferenser umgås kring matlagningen istället för andra gruppaktiviteter i teambuildingsyfte. Tidigare studenter som har avslutat sin utbildning på universitetet har tagit med sig begreppet och gjort det känt i Sverige. Aktiv matlagning bedrivs av många välkända kockar i restaurangbranschen. 
På Måltidens Hus har utvecklingen av aktiv matlagning fortsatt med åren och genomförs med stora grupper bestående av flera hundra deltagare.